# Катеринівка (Каховський район)
Катери́нівка — село в Україні, у Великолепетиській селищній громаді Каховського району Херсонської області. Населення становить 574 осіб.

## Історія

### 19 століття
Станом на 1886 рік в селі Лепатиської волості мешкало 792 особи, налічувалось 158 дворів, молитовний будинок.

### Міжвоєнний період
В період насильницької колективізації в селі відбувались складні соціальні процеси. Доволі сильними були антирадянські настрої, адже чимало мешканців Катеринівки були репресовані більшовиками. 23 лютого 1946 року мешканець села Трошечкін Павло Іванович був заарештований за вбивство голови радгоспу. Постановою УМДБ по Херсонській області від 4 квітня 1946 р. Трошечкіна відправили на примусове лікування у психлікарню. Справу намагались усіляко залагодити та не дати їй поширитись серед сусідніх сіл.

### Незалежна Україна
24 лютого 2022 року село тимчасово окуповане російськими військами під час російсько-української війни.

## Населення
Згідно з переписом УРСР 1989 року чисельність наявного населення села становила 544 особи, з яких 259 чоловіків та 285 жінок.
За переписом населення України 2001 року в селі мешкало 566 осіб.

### Мова
Розподіл населення за рідною мовою за даними перепису 2001 року:
| Мова       | Відсоток |
| ---------- | -------- |
| українська | 93,21 %  |
| російська  | 6,62 %   |
| молдовська | 0,17 %   |